# Pylaisia polyantha
Pylaisia polyantha là một loài Rêu trong họ Hypnaceae. Loài này được (Hedw.) Schimp. mô tả khoa học đầu tiên năm 1851.

## Hình ảnh

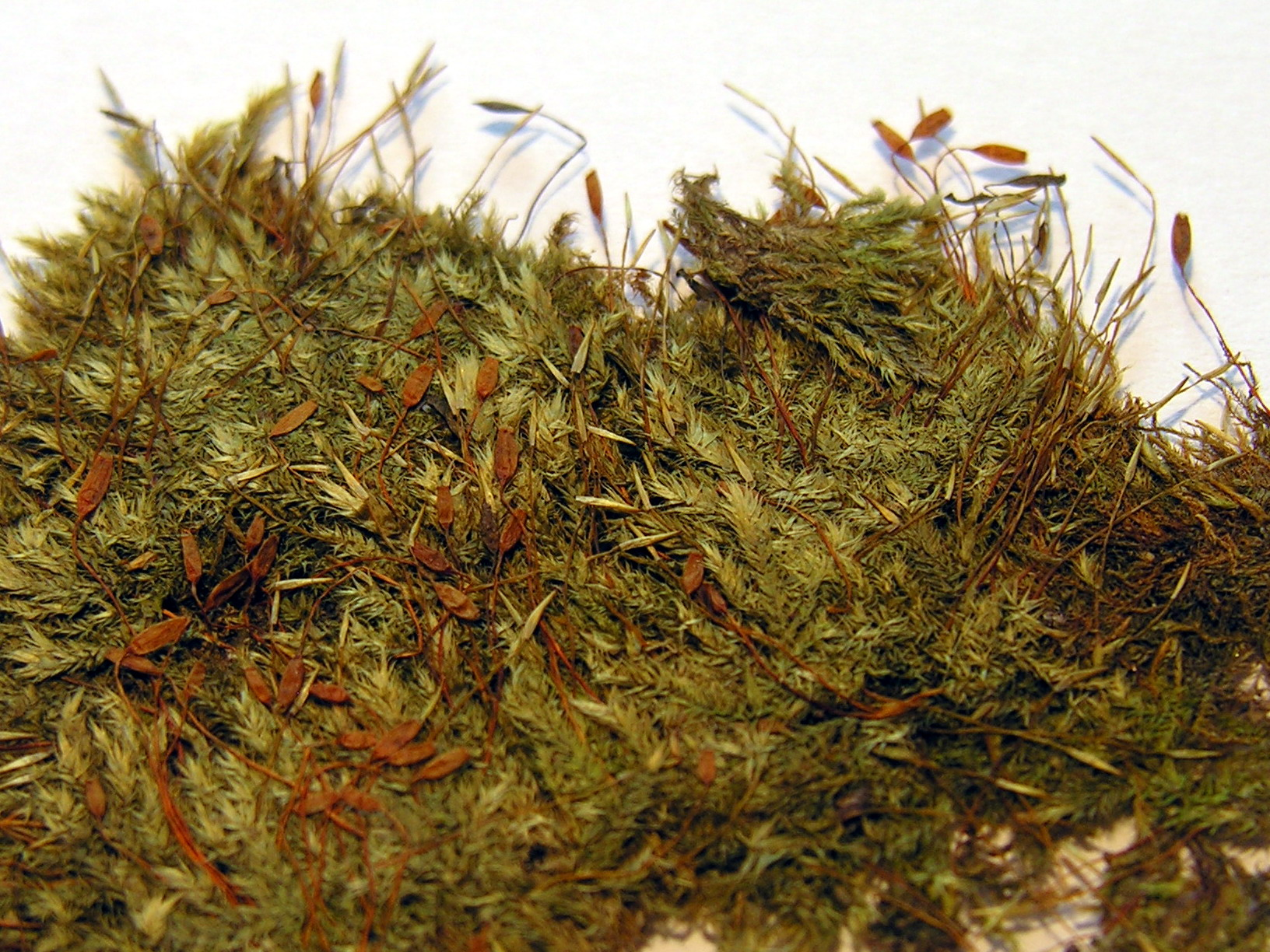
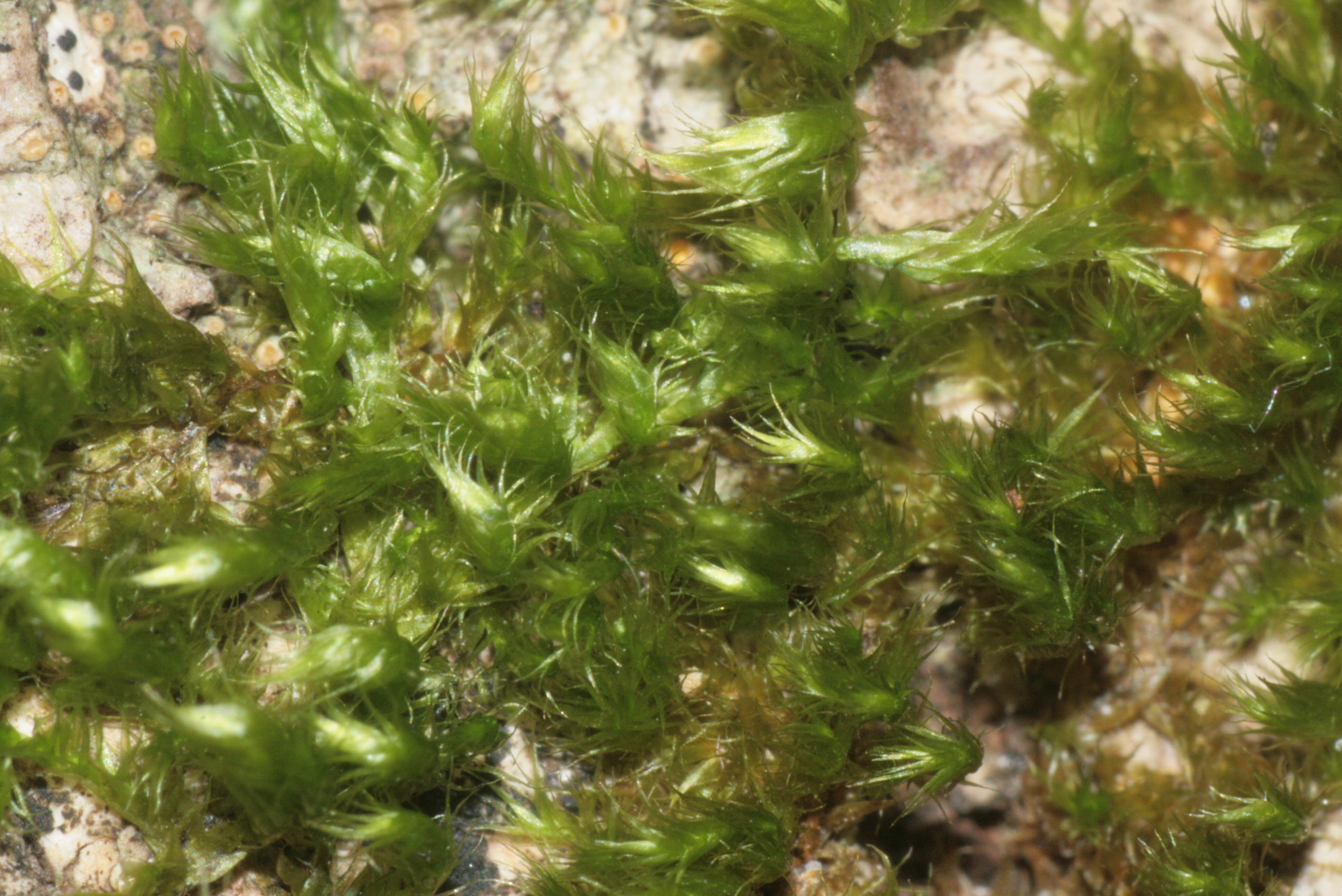
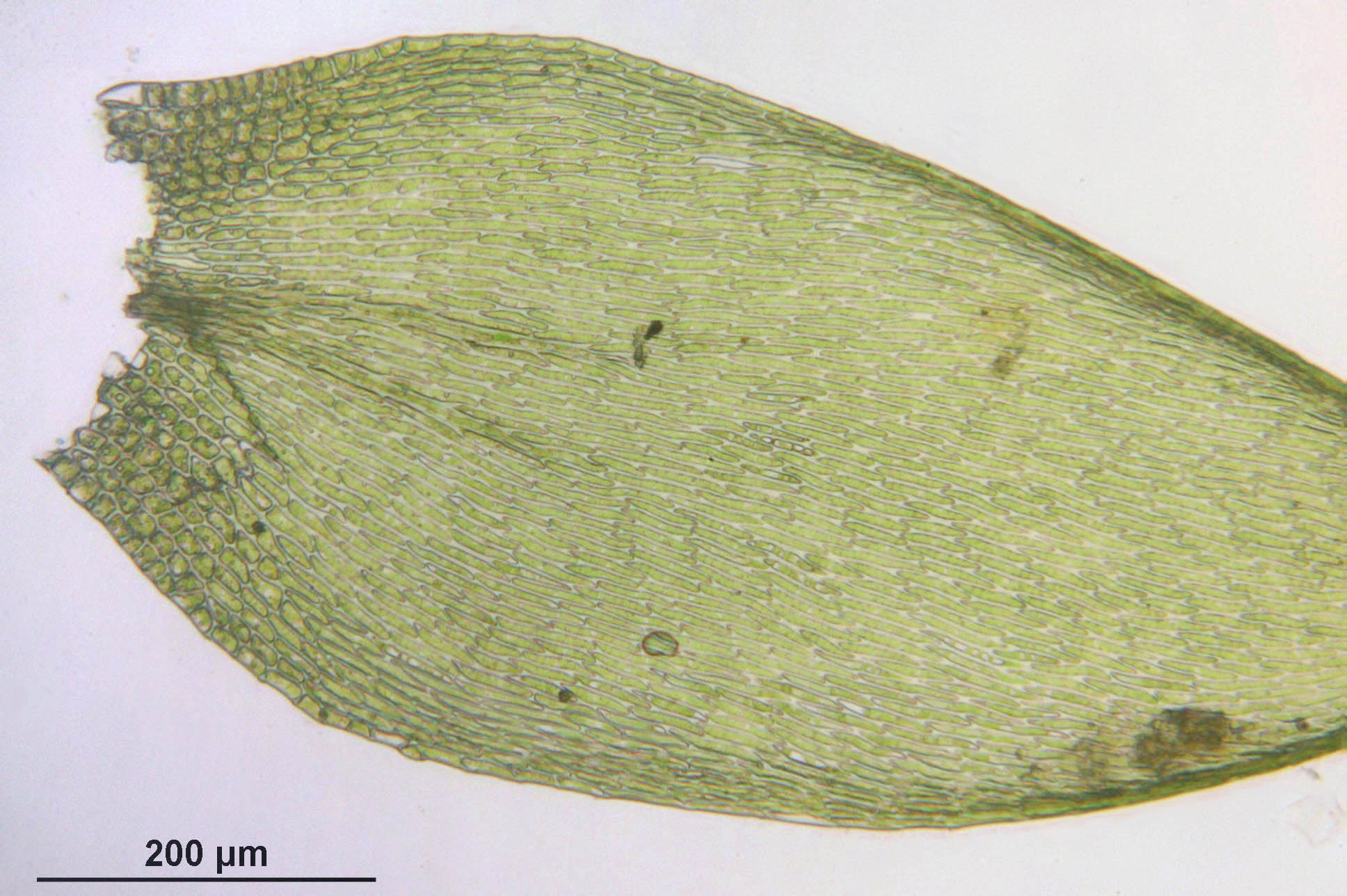
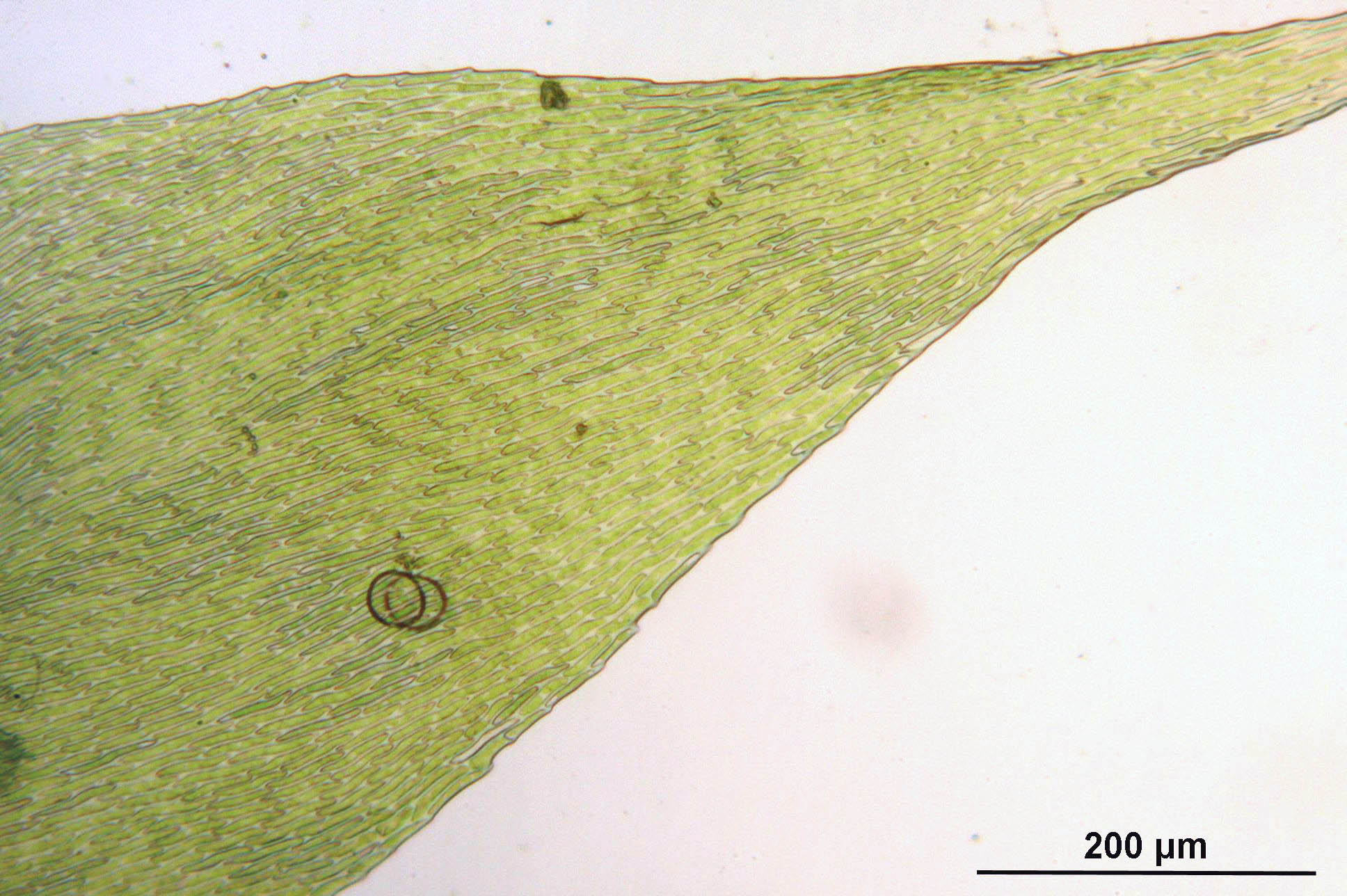